# Alfred Lohmann

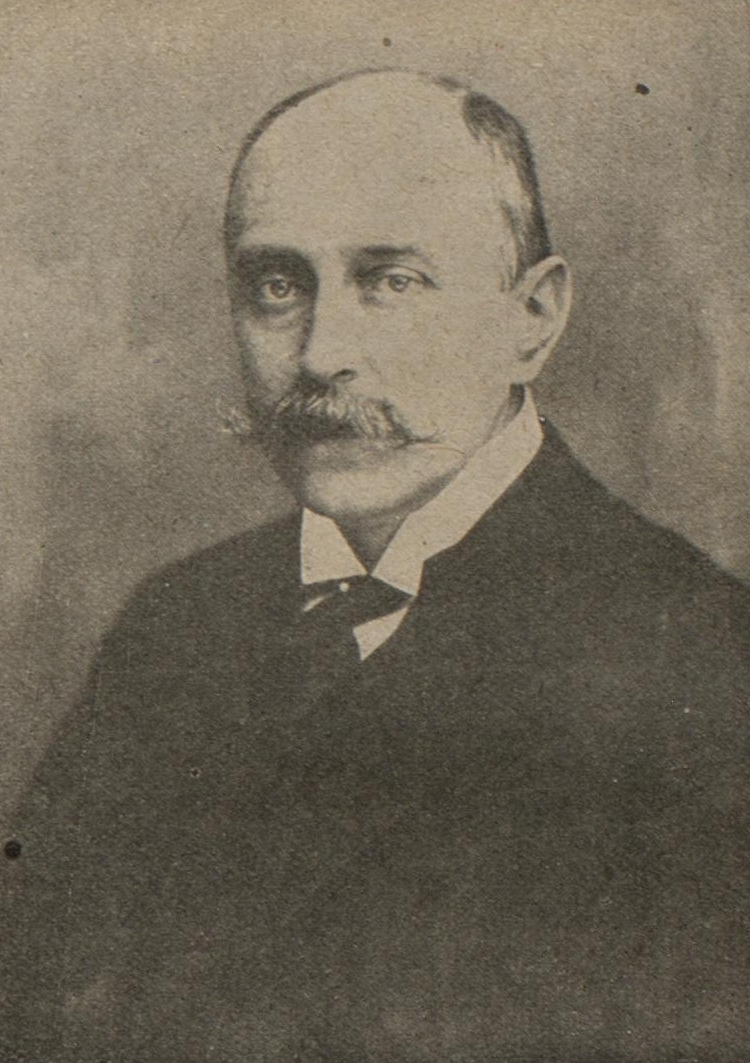
Alfred Lohmann

Frederik Alfred Lohmann (* 2. April 1870 in Bremen; † 4. September 1919 in Timmendorfer Strand) war ein deutscher Kaufmann in Bremen. 

## Biografie
Lohmann reiste in jungen Jahren 1891 im Auftrag der Antwerpener Firma Albert de Bary & Co. nach Australien um für einige europäische Kammgarnspinner und Wollimporteure den direkten Wolleinkauf zu organisieren. Er gründete 1892 zusammen mit Arthur Weber in Sydney das Im- und Exporthaus Weber, Lohmann & Co Ltd. Danach entstanden Filialen in Brisbane, Melbourne und Westaustralien. Auch die Einfuhr deutscher Waren wurde ausgebaut.
Zur Verankerung der australischen Firma in Europa gründete er 1901 in Bremen die Firma Lohmann & Co. Der Bremer Kaufmann Georg Willhelm Waldthausen wurde 1909 mit Oscar Plate Teilhaber dieser Firma, die sich zu einer angesehenen nationalen und internationalen Handelsfirma entwickelte.
Von 1914 bis 1915 war Lohmann Präses der Handelskammer Bremen.
Im Ersten Weltkrieg wirkte Lohmann 1915 im Reichswirtschaftsministerium und dem Reichsschatzamt an der Entwicklung eines U-Bootverkehrs mit Handels-U-Booten mit, um die britische Seeblockade zu umgehen. Dazu gründeten er, der Norddeutsche Lloyd und die Deutsche Bank 1915 die Deutsche Ozean-Reederei (DOR). Das U-Boot Deutschland konnte 1916 erfolgreich unter Kapitän Paul König zwei Fahrten durchführen. 1916 wurden so auch Tauchbootbriefe in die USA befördert.
Nach seinem Tod hatte das Unternehmen im Zweiten Weltkrieg Rückschläge hinzunehmen, konnte aber ab 1946 den Im- und Export unter Führung von Herbert Waldthausen wieder aufnehmen und ausbauen. Die Wollhandelsfirma feierte 2001 ihr 100-jähriges Bestehen.
Das Familiengrab Alfred Lohmann befindet sich neben dem Krematorium und dem Mausoleum Rutenberg auf dem Riensberger Friedhof (Grabnummer EE 361).

## Ehrungen
- 1916 erhielt Lohmann bei der Rückkehr des Handelsunterseebootes Deutschland aus Amerika die 13. Bremische Ehrenmedaille in Gold.